# Ledenbergia
Ledenbergia es un género  de plantas fanerógamas de la familia las fitolacáceas. Comprende 4 especies descritas y de estas, solo 3 aceptadas.

## Descripción
Son árboles que alcanzan un tamaño de hasta 25 m de alto; plantas dioicas. Hojas ovadas a elípticas, 4–14 cm de largo y 3–6 cm de ancho, acuminadas en el ápice, obtusas a redondeadas en la base. Racimos 10–25 cm de largo, flores verdes; sépalos 4, 3–4 mm de largo en las flores estaminadas y 6–8 mm de largo en las flores pistiladas; pétalos ausentes; estambres 24 en las flores estaminadas, estaminodios 6–11 en las flores pistiladas; ovario súpero, 1-locular. Fruto un utrículo.

## Taxonomía
El género fue descrito por Klotzsch ex Moq. y publicado en Journal of Botany, British and Foreign 66: 141. 1928. La especie tipo es: Ledenbergia seguierioides Klotzsch ex Moq.	

## Especies aceptadas
A continuación se brinda un listado de las especies del género Ledenbergia aceptadas hasta mayo de 2015, ordenadas alfabéticamente. Para cada una se indica el nombre binomial seguido del autor, abreviado según las convenciones y usos.	
- Ledenbergia macrantha Standl.
- Ledenbergia peruviana O.C. Schmidt
- Ledenbergia seguierioides Klotzsch ex Moq.